# Хоросиньская, Доминика
Доминика Малгожата Хоросиньская (пол. Dominika Małgorzata Chorosińska, урождённая Фигурская, Figurska; род. 28 декабря 1978, Эльблонг, Эльблонгское воеводство, Польша) — польская актриса театра и кино, политический и государственный деятель. Член консервативной партии «Право и справедливость» (PiS). Депутат Сейма с 2019 года. Министр культуры и национального наследия Польши с 27 ноября по 13 декабря 2023 года.

## Биография
Родилась 28 декабря 1978 года в Эльблонге, центре Эльблонгского воеводства.
В 2001 году окончила актёрский факультет Государственной высшей театральной школы имени Людвика Сольского (PWST) в Кракове. получила степень магистра искусств. Выпускными ролями были Соня в пьесе «Дачники» Максима Горького (2000), падчерица в пьесе «Шесть персонажей в поисках автора» Луиджи Пиранделло (2000), пастушка Феба в пасторальной комедии «Как вам это понравится» Уильяма Шекспира (2001, реж. Анджей Вайда).

## В Польском театре во Вроцлаве
С сентября 2001 года — актриса Польского театра во Вроцлаве.
Сыграла девушку в пьесе «Имя» Юна Фоссе (2001), Ганечку в пьесе «Свадьба» Станислава Выспяньского (2002), Анну в пьесе «На дне» Максима Горького (2003), гостью в пьесе «Мария Стюарт» Вольфганга Хильдесхаймера (2003, также телеспектакль), Селимену в пьесе «Мизантроп» Мольера (2003), Луизу Мюллер в комедии Unia bez tajemnic (A Rise in the Market) Эдварда Тейлора (2004), официантку Терезу Кобельскую в спектакле Wszystkim Zygmuntom między oczy!!! по роману «Четвёртое небо» Мариуша Сеневича (2006), Кшешовскую в спектакле по роману «Кукла» Болеслава Пруса (2008), мать и дочь в «Произведении о Матери и Отчизне» Божены Кефф (2011, спектакль получил ряд наград на фестивалях в Калише, Забже и Кракове), чудесную вдову в спектакле «Мнимый больной» Мольера (2017), Лауру в драме «Кордиан» Юлиуша Словацкого (2017), Мэри Смит в комедии «Слишком женатый таксист» Рэя Куни (постановка 1992 года, с 2017 года), леди Анну (Невилл) в исторической пьесе «Ричард III» Уильяма Шекспира (2017).

## Роли в других театрах
Играла ряд ролей в трагедии «Фауст» И. В. Гёте в Старом театре имени Хелены Моджеевской в Кракове (постановка 1997 года, с 1998 года), Офелию в трагедии «Гамлет» Уильяма Шекспира (реж. Кшиштоф Ясиньский) в театре «Сцена СТУ» в Кракове (2000), в оратории Serce moje gram Зыгмунта Конечного по пьесе «Свадьба» и другим текстам Станислава Выспяньского в Театре имени Юлиуша Словацкого в Кракове (2001), Оттлу в пьесе «Кафка» Францобеля в Народном театре в Нова-Хуте в Кракове (2001), Дарью Павловну Шатову в спектакле по роману «Бесы» Ф. М. Достоевского (реж. Кшиштоф Ясиньский) в театре «Сцена СТУ» в Кракове (2007), Барби в «Мы все любим Барби» Ежи Немчука (реж. Цезарий Моравский) в Театральном товариществе в Варшаве (2007), стюардессу Йолу в пьесе «Боинг-Боинг» Марка Камолетти в театре Studio Buffo в Варшаве (2009), Гонерилью в трагедии «Король Лир» Уильяма Шекспира (реж. Кшиштоф Ясиньский) в театре «Сцена СТУ» в Кракове (2010), Жорж Санд в спектакле Open Chopin - upside down (реж. Войцех Граничевский) в Куявско-Поморском музыкальном театре в Торуни (2015), Тесс Торнтон в пьесе The Female of the Species Джоанны Мюррей-Смит в Куявско-Поморском музыкальном театре в Торуни (2016).

## Роли в кино
Снялась в фильмах «Экзекутор» (1999) Филипа Зыльбера, «Прыжок» (1999) Петра Стажака, «Парни на мотоциклах» (2000) Петра Стажака, «Без жалости» (2000) Вальдемара Кшистека. Сыграла Дагмару в фильме «Умение кидать мяч» (2001) Ярослава Жамойды, «Вниз по разноцветному холму» (2005) Пшемыслава Войцешека, «Смоленск» (2016) Антони Краузе. Снялась в фильме «Лабиринт сознания» (Labirynt świadomości, 2017) Конрада Невольского. Сыграла мать Максимилиана Кольбе в биографическом фильме «Две короны» (2017), агента Центрального антикоррупционного бюро (ЦБА) в биографическом фильме «Процедер» (2019) Михала Вегржина о рэпере Томаше Хаде (Chada; 1978—2018). Сыграла телеведущую в фильме «Любовная история Крайма» (Krime Story. Love Story, 2022) Михала Вегржина.

## Роли на телевидении
В 1999 году сыграла Каю Козень в телесериале «В добре и в зле» (1999 — н. в.). В 2000 году снялась в сериале «Дом» (1980—2000). В 2001 году сыграла пани Аню в комедийном телесериале Klinika pod Wyrwigroszem (2000—2001) и участницу конкурса Зофью Падлевскую в мини-сериале «Стать мисс» (2001). В 2002—2003 годах сыграла Анну Мусял в телесериале «Горячая тема» (2002—2003). В 2002—2009 годах играла Еву Новицкую-Скальскую в мелодраматическом телесериале «Л» значит любовь» (M jak miłość, 2000 — н. в.), на основе которого снят российский сериал «Любовь как любовь» (2006—2007). В 2004—2011 годах снималась в сериале «Первая любовь» (2004 — н. в.), в 2005 году — в сериалах «Криминальное бюро» (2005—2007) и Szanse finanse. Снялась в фильме «В ожидании любви» (2008), который также вышел в виде мини-сериала, и сериале «Спасатели» (2010). В 2012 году появилась в 11-м эпизоде сериала «Аида» (2012), адаптации одноимённого испанского сериала и в сериалах «Шпильки на Гевонте» (2010—2012) и «Врачи» (2012—2014). В 2013 году снялась в 37-м эпизоде сериала «Правосудие Агаты» (2012—2015). В 2013—2016 годах снималась в сериале «Цвет счастья». В 2016 году снялась в сериалах «Одинокая» (2015—2016) и «Отец Матеуш» (2008 — н. в.), адаптации итальянского сериала «Дон Маттео».

## Политическая карьера
По результатам парламентских выборов 13 октября 2019 года избрана депутатом Сейма IX созыва по списку партии «Право и справедливость» в избирательном округе № 20 — Варшава. Переизбрана по результатам выборов 15 октября 2023 года.
27 ноября 2023 года приведена к присяге в качестве министра культуры и национального наследия Польши в правительстве под руководством премьер-министра Матеуша Моравецкого.

## Личная жизнь
В 2002 году вышла замуж за актёра Михала Хоросиньского (род. 1975). У них пятеро общих детей, а также они воспитывают ребёнка от внебрачной связи Фигурской.
Является католичкой, вместе с мужем была послом католического Всемирного дня молодёжи 2016 года в Кракове. В 2012 году пара была лицом кампании «Верность — это сексуально!» (Wierność jest sexy!).